# تپه صدرآباد شمالی
تپه صدر آباد شمالی مربوط به دوران‌های تاریخی پس از اسلام است و در بخش مرکزی شهرستان مرودشت، روستای صدرآباد واقع شده و این اثر در تاریخ ۲۲ مرداد ۱۳۸۴ با شمارهٔ ثبت ۱۳۳۴۵ به‌عنوان یکی از آثار ملی ایران به ثبت رسیده است.